# Jacques Janse van Rensburg
Pour les articles homonymes, voir Janse, Janse van Rensburg et Rensburg.
Jacques Janse van Rensburg, né le 6 septembre 1987 à Springs, est un coureur cycliste sud-africain, professionnel entre 2006 et 2019. Il n'a aucun lien de parenté avec Reinardt Janse van Rensburg.

## Biographie
En 2015, il remporte le championnat d'Afrique du Sud sur route devant Dylan Girdlestone et Daryl Impey. En fin de saison il prolonge le contrat qui le lie à son employeur.
Fin 2019, il arrête sa carrière.

## Palmarès
- 2004
  - 2e du championnat d'Afrique du Sud sur route juniors
- 2005
  -  Champion d'Afrique du Sud sur route juniors
- 2007
  - VW Herald
  - 2e du championnat d'Afrique du Sud du critérium
- 2008
  -  Champion d'Afrique du Sud sur route espoirs
  - VW Herald
  - 3e du Tour du Cap
- 2010
  - Kremetart Cycling Race
- 2011
  -  Médaillé de bronze du championnat d'Afrique sur route
- 2012
  - Tour d'Érythrée :
    - Classement général
    - 2e étape

  - 2e étape de l'Anatomic Jock Race
- 2014
  - Mzansi Tour :
    - Classement général
    - 1re étape
- 2015
  -  Champion d'Afrique du Sud sur route
  -  Médaillé de bronze du championnat d'Afrique sur route

## Résultats sur les grands tours

### Tour de France
1 participation
- 2015 : 51e

### Tour d'Italie
2 participations
- 2017 : 36e
- 2018 : 78e

### Tour d'Espagne
3 participations
- 2014 : 59e
- 2016 : non-partant (15e étape)
- 2017 : 82e

## Classements mondiaux
| Année           | 2007 | 2008 | 2009 | 2010 | 2011 | 2012 | 2013 | 2014  | 2015 |
| --------------- | ---- | ---- | ---- | ---- | ---- | ---- | ---- | ----- | ---- |
| UCI Africa Tour | 160e | 15e  |      |      | 125e | 25e  |      | 27e   | 26e  |
| UCI Asia Tour   |      |      | 101e | 200e |      |      | 312e | 148e  |      |
| UCI Europe Tour |      |      |      |      |      |      | 929e | 1057e |      |